# Conseil régional de transport de Lanaudière
Le Conseil régional de transport de Lanaudière (CRTL) est un organisme qui organise et gère la desserte du transport en commun dans la région administrative de Lanaudière, au Québec.